# Ислам в Латвии
По разным источникам в Латвии проживает от 0,5 до 12 тысяч мусульман (суннитов). В 2007 году в стране было зарегистрировано 15 мусульманских общин. Значительные мусульманские организации есть в Риге (общество «Идель», общины «Иман», «Ислам» и «Коран») и Даугавпилсе (общество «Идель»).

## История

### XIX век
Присутствие мусульман на территории современной Латвии было впервые отмечено в 1838 году. В 1897 году число людей, исповедующих ислам, составляло 1 671. Проживавшие там мусульмане принадлежали к татарскому и другим тюркским народам; многие из них находились в этом регионе не по своей воле, например, среди них было много османских военнопленных Крымской и Русско-турецкой войны. После Русско-турецкой войны почти сто турецких военнопленных были отправлены в город Цесис.

### XX век
В 1902 году мусульманская община была официально образована и признана правительством. Сообщество выбрало своим лидером Ибрагима Давидова. Большинство мусульман, проживавших на территории современной Латвии, в начале XX столетия было призвано в русскую армию. После окончания службы большинство уехало в Москву. 
Во время Гражданской войны в Латвию перебралось много беженцев, среди которых были и мусульмане различной этнической принадлежности, однако латыши их всех воспринимали как турок. В 1921 году лидером рижского мусульманского сообщества был избран имам Шакир Хуснетдинов, он занимал этот пост до 1940 года.